# مزرعه فتحعلیان
مزرعه فتحعلیان یک منطقهٔ مسکونی در ایران است که در دهستان حومه (دامغان) واقع شده‌است.